# Three Lakes (Wisconsin)
Three Lakes es un pueblo ubicado en el condado de Oneida en el estado estadounidense de Wisconsin. En el Censo de 2010 tenía una población de 2131 habitantes y una densidad poblacional de 8,23 personas por km².

## Geografía
Three Lakes se encuentra ubicado en las coordenadas 45°48′25″N 89°7′59″O / 45.80694, -89.13306. Según la Oficina del Censo de los Estados Unidos, Three Lakes tiene una superficie total de 258.8 km², de la cual 207.54 km² corresponden a tierra firme y (19.81%) 51.27 km² es agua.

## Demografía
Según el censo de 2010, había 2131 personas residiendo en Three Lakes. La densidad de población era de 8,23 hab./km². De los 2131 habitantes, Three Lakes estaba compuesto por el 98.73% blancos, el 0.09% eran afroamericanos, el 0.09% eran amerindios, el 0.09% eran asiáticos, el 0.05% eran isleños del Pacífico, el 0.23% eran de otras razas y el 0.7% pertenecían a dos o más razas. Del total de la población el 1.27% eran hispanos o latinos de cualquier raza.